# Ove Magnusson (skådespelare)
Ej att förväxla med manusförfattaren Ove Magnusson (författare) (1927–2002).  Se även Ove Magnusson för fler med samma namn.
Stig Ove Magnusson, född 6 november 1933 i Härnösand, död 20 mars 1996 i Maria Magdalena församling i Stockholm, var en svensk skådespelare.
Ove Magnusson är gravsatt i minneslunden på Maria Magdalena kyrkogård i Stockholm.

## Filmografi i urval
- 1967 – Ola & Julia
- 1967 – Livet är stenkul
- 1968 – Rätt man (TV-teater)
- 1975 – Släpp fångarne loss – det är vår!
- 1977 – Jack
- 1981 – Olsson per sekund eller Det finns ingen anledning till oro